# Poliosia brunnea
Poliosia brunnea là một loài bướm đêm thuộc phân họ Arctiinae, họ Erebidae.